# Texas State Preservation Board
Le Texas State Preservation Board est une agence de l'État du Texas qui gère des bâtiments publics dont le Capitole de l'État du Texas. Son siège est situé au Sam Houston State Office Building à Austin.
Cette agence a été fondée en 1983 pour sauvegarder le Capitole.